# Giorni in Birmania
Giorni in Birmania (in inglese Burmese Days) è un romanzo dello scrittore inglese George Orwell pubblicato nel 1934. Grazie all'esperienza di cinque anni dello scrittore in  Birmania come poliziotto della Polizia Imperiale Indiana, viene raccontato il tramonto dell'imperialismo inglese prima della Seconda guerra mondiale.
Gli editori erano riluttanti a pubblicare questo romanzo, per il timore di essere citati a giudizio per diffamazione. Nessun ufficiale inglese fece causa, ma il libro non venne pubblicato in India e Birmania. I fatti e i personaggi nel romanzo sono realmente esistiti per cui, sotto l'insistenza degli editori, i nomi vennero cambiati. Il romanzo è stato equiparato ad altri lavori di scrittori inglesi, come Graham Greene e William Somerset Maugham.

## Trama
John Flory è un trentacinquenne mercante di legname, angloindiano: abita nella città birmana di Kyauktada, ed è insofferente nei confronti del sistema colonialista europeo, provando un forte interesse per la cultura orientale. Sentendosi parte di due mondi, non riesce a scegliere quello in cui collocarsi. Diviene pertanto bersaglio di una cospirazione di un locale magistrato corrotto, un certo, U Po Kyin. L'ambizione di Kyin è diventare il primo membro nativo del Gruppo Europeo locale, per cui lui vede l'amicizia tra Flory con il dottore indiano Veraswami come un ostacolo al suo sogno. Gli attacchi hanno effetti così rovinosi da far nutrire a Flory un forte desiderio di essere accettato tra gli europei, soprattutto nei confronti di Elizabeth, la quale spera di sposare. Man mano che la sua posizione con gli europei va peggiorando, il destino di Flory sarà inesorabilmente collegato a quello di tutti i personaggi minori del romanzo.

## Personaggi
John Flory: protagonista e membro del Club Europeo. Ha una grande voglia sul viso, che cerca di nascondere a chiunque. È un buon amico del dottor indiano Veraswami, sostenitore della cultura locale, aspetto che lo porta spesso in conflitto con i membri del suo gruppo, anche per le sue idee bolsceviche. Si innamora di Elizabeth, nipote di un ufficiale inglese, ma la perde per due volte a causa della sua amante Ma Hla May e della zia di Elizabeth. Si suicida dopo aver perso per la seconda volta Elizabeth.
Elizabeth Lackersteen: donna inglese nubile. Ha vissuto in povertà e per molto tempo a Parigi, città che odia, con la madre artista. Flory la salva, quando lei, che ama cacciare e uccidere animali, rischia di essere attaccata da un bufalo d'acqua. Si interessa a Flory ma ne prende le distanze a causa delle voci di una relazione di Flory con una donna birmana. Lei odia coloro che definisce "intellettuali" e secondo lei Flory è uno di questi. Vuole sposarsi e lascia la casa dello zio dopo i suoi vari e vani tentativi di violentarla. Dopo aver lasciato Flory per la prima volta, fa la corte a Verrall, che la lascia senza nemmeno salutarla. Dopo aver lasciato Flory per la seconda volta, sposa un vecchio membro del club, un certo MacGregor.
Mr. e Mrs. Lackersteen: zii di Elizabeth. Mr. Lackersteen è un ubriacone lascivo che tenta diversi approcci sessuali con sua nipote.
Dr. Veraswami: dottore indiano, amico di Flory. Ha molta stima dei colonialisti inglesi. Veraswami e Flory discutono spesso di diversi argomenti, con Veraswami che sta sempre dalla parte degli inglesi e Flory da quella dei birmani. Diventa obiettivo di U Po Kyin per un posto nel club. Si adopera per fermare una rivolta causata da U Po Kyin. Perde la sua reputazione quando il suo amico Flory muore.
U Po Kyin: Un magistrato astuto e viziato. Vuole vendicarsi di Flory e Veraswami. È causa di una rivolta,  poi bloccata Flory. Alla morte di Flory diventa membro del Club Europeo. Crede che ogni atto malvagio che ha commesso per espiare i suoi peccati, possa essere colmato dalla costruzione di una pagoda. Muore però nel peccato, poco dopo il suo ritiro.
Ma Hla May: amante birmana di Flory. Gli chiede assiduamente soldi dopo che lui l'ha lasciata in favore di Elizabeth. Grazie a U Po Kyin, rompe il rapporto tra Flory ed Elizabeth con una scenata in pubblico. Alla fine finisce per diventare una prostituta e viene "assunta" in un bordello.
Ko S'la: servo di Flory.
Verrall: poliziotto militare che disprezzava tutti, tranne i giocatori di polo.
Ellis: membro razzista del club.

## Edizioni italiane
- Giorni in Birmania, traduzione di Giovanna Caracciolo, Collana La Gaja Scienza n.50, Milano, Longanesi, 1948.
- Giorni in Birmania, Presentazione di Gianni Zanmarchi, con 2 saggi dell'Autore, Milano, Longanesi, 1975-1981.
- Giorni in Birmania, Introduzione di Mario Maffi, Collana Oscar, Milano, Mondadori, 1983.
- Giorni in Birmania, Collana Oscar Scrittori moderni n.1911, Milano, Mondadori, 2006, ISBN 978-88-04-55115-7.